# Dubno (district de Příbram)
Pour les articles homonymes, voir Dubno.
Dubno (en allemand : Qualisch) est une commune du district de Příbram, dans la région de Bohême-Centrale, en République tchèque. Sa population s'élevait à 312 habitants en 2020.

## Géographie
Dubno se trouve à 3 km à l'est-nord-est du centre de Příbram et à 51 km au sud-ouest de Prague.
La commune est limitée par Trhové Dušníky, Suchodol et Občov au nord, par Dubenec et Příbram (quartier de Bytíz) à l'est, par Háje au sud, et par Příbram à l'ouest.

## Histoire
La première mention écrite de la localité date de 1298.

## Transports
Par la route, Dubno se trouve à 3,3 km du centre de Příbram et à 57 km de Prague.